# Der Findling (Verne)

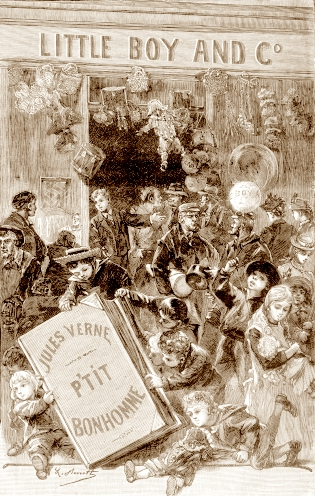
Titelseite der französischen Originalausgabe mit einer Illustration des Zeichners Léon Benett

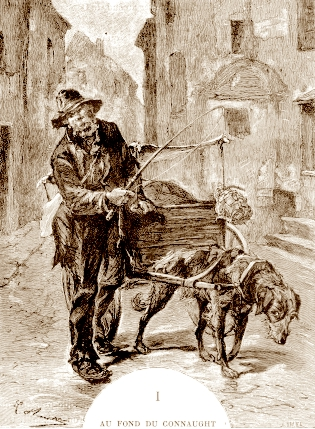
Illustration von Thornpipe mit seinem Wägelchen aus dem Roman von dem Zeichner Léon Benett

Der Findling ist ein Roman des französischen Autors Jules Verne. Der Roman wurde erstmals als Buch 1893 von dem Verlag Pierre-Jules Hetzel unter dem französischen Titel P'tit-Bonhomme veröffentlicht, und zwar Band I am 2. Oktober und Band II am 20. November 1893. Eine Vorabveröffentlichung erfolgte im Magasin d’Éducation et de Récréation in den Bänden 57 und 58 vom 1. Januar bis zum 15. Dezember 1893. Die erste deutschsprachige Ausgabe erschien 1894 unter dem Titel Der Findling. Der englische Titel des Romans lautet Foundling Mick.

## Handlung
Die Handlung des Romans spielt Ende des 19. Jahrhunderts in Irland. Zu dieser Zeit war Irland der Armut und der Menschenverachtung und Willkür der Landbesitzer ausgeliefert. Erzählt wird die Geschichte eines von seiner Mutter ausgesetzten Kindes, das nach einer von Entbehrungen geprägten Jugend langsam ein besseres Leben erreicht. Das Kind wächst unter Leiden an verschiedenen Schauplätzen auf. In einem kleinen Ort gastiert der reisende Papiertheater-Schausteller Thornpipe. Doch die Zuschauer erkennen schnell, dass hinter den automatischen Bewegungen der Puppen ein Geheimnis im Inneren des Wagens von Thornpipe verborgen sein muss. Die neugierigen Zuschauer bewirken, dass aus dem Kasten unter dem Wagen ein halb verhungerter, mit Peitschenstriemen gezeichneter, zirka drei Jahre alter Junge befreit werden kann. Dieser nennt sich Findling. Durch seine Entdeckung entkommt er dem brutalen Schausteller. Seine Zukunft ist damit jedoch noch nicht gerettet.
In einem Rückblick wird der Beginn des Leidensweges von Findling erzählt. Er wurde von seiner Mutter ausgesetzt und kam in das Armenhaus von Donegal. Von dort wird er zur Pflege an die Trinkerin Hard in Rindock „vermietet“. Das erste Mal in seinem Leben lernt er in seiner Pflegeschwester Sissy (eigentlich Cecilie) einen Menschen kennen, der freundlich zu ihm ist. Sissy ist mehrere Jahre älter als Findling. Von ihr erhält er erstmals in seinem Leben menschliche Wärme. Als eines der drei Pflegekinder an unterlassener Hilfeleistung und Auszehrung stirbt, kann er vor der Megäre Hard fliehen. Danach kommt er zu dem brutalen Schausteller Thornpipe. Nach seiner Entdeckung landet er in dem Waisenhaus, der so genannten Ragged-School, von Galway. Die Kinder, die dort wohnen, vegetieren dahin und werden nur vor der Öffentlichkeit weggeschlossen. Sie müssen alleine für ihr Auskommen und Essen aufkommen. Für den zum Betteln und Diebstahl angehaltenen Findling ist es schwer, seine eigene Person zu schützen und seine Selbstachtung zu behalten. Er leidet unter dem herzlosen Leiter des Waisenhauses O’Bodkin und den gewalttätigen Jugendlichen, die von dem halbstarken Carker angeführt werden. In der Einrichtung lernt er jedoch den 16-jährigen Grip als seinen Freund und Beschützer kennen. Nach einem Zechgelage bricht ein Feuer aus, das die Ragged-School vernichtet. Grip rettet Findling das Leben.
Der Löscheinsatz wird von der auf der Durchreise befindlichen Schauspielerin Anna Walston beobachtet. Diese nimmt Findling als ihr persönliches „Spielzeug“ auf. Sie kleidet ihn wie eine Puppe. Er hat jetzt keine existentiellen Nöte mehr, verliert jedoch den Kontakt zu seinem Freund und Lebensretter Grip. Die Schauspielerin präsentiert Findling publikumswirksam in der Rolle als Waisenkind in einem Schauspiel. Der vierjährige Findling kann dieses Schauspiel jedoch noch nicht von der Realität trennen. Dadurch wird die Vorstellung ein Fehlschlag. In seinem Kostüm als Armenjunge verlässt er das Theater, um draußen auf der Straße seine verloren gegangene Freiheit wieder zu finden. Durchfroren und hilflos wird er von der Farmerfamilie McCarthy mitgenommen, die sich auf einer Versorgungsfahrt befindet. Die Farm von Kerwan wird Findlings neues Zuhause. Das Farmerehepaar Martin und Martine McCarthy, ihre Söhne, Pat der Seemann und die Farmarbeiter Murdock und Sim und deren Großmutter, sind jetzt auch die Familie von Findling.
Findling erwidert die ihm von den Mitgliedern seiner neuen „Familie“ entgegengebrachte Wärme. Er hilft ihnen bei leichten Arbeiten, hütet die Schafe und führt über alle Tätigkeiten und über alle zählbaren Dinge der Farm Buch. Als Lohn für seine Mitarbeit bekommt er auf eigenen Wunsch für jeden einzelnen Tag einen Kieselstein. Die Kieselsteine hütet er wie einen Schatz in einer Kruke aus Ton unter seinem Bett. Im Alter von sieben Jahren soll er Taufpate für das Kind Jenny werden. Vorher wird er selbst getauft um den Ansprüchen der Kirche zu genügen. Er wird auf den Namen Edit getauft, der sich aber nicht durchsetzt. Auch danach wird er weiterhin von allen Findling genannt.
Nach etwas mehr als drei Jahren endet für ihn die bis dahin schönste Zeit seines Lebens. Nach einer Missernte und Schäden durch die Naturgewalten kann die Familie McCarthy den Pachtzins für die Farm nicht mehr zahlen. Findling will von seinem eigenen letzten „Notgroschen“ aus dem Nachbarort eine heilsame Tinktur für die um das Leben ringende Großmutter holen. Diese stirbt jedoch vor Findlings Rückkehr. Die Familie wird von der Farm vertrieben. Die Häscher des Landlords machen das Anwesen unbewohnbar. Als Findling wieder zurückkommt, steht er fassungslos vor den leeren Ruinen der Farm. Er zieht nach der Suche nach den McCarthys in die falsche Richtung und verliert sie damit aus den Augen.
Er macht einen wertvollen Fund, den er dessen Besitzer Lord Piborne zurückgibt. Dieser stellt ihn als „Groom“, eine Art niederer Bursche, auf Trelingar Castle an. Dort leidet er unter den Schikanen des Verwalters und seines direkten „Herrn“, des dümmlich arroganten Sohnes des Hauses, Graf Ashton. Die Freundschaft zu Kat, der Wäscherin und Kammerfrau auf dem Schloss, macht die Zeit für ihn erträglich. Eine Abwechslung in seinem tristen Alltag ist die Ausflugsreise der Herrschaften zu einem großen See in Killarney. Als die Bedingungen für ihn unerträglich werden, verlässt er das Schloss und nimmt seine Ersparnisse mit.
Er rettet auf dem Weg nach Cork den siebenjährigen Bob das Leben. Dieser wollte in einem Fluss sein armseliges Leben beenden. Die beiden tun sich zusammen und Findling wird der Beschützer Bobs.
Bob und Findling verkaufen in Cork Waren als Hausierer. Sie müssen deswegen nicht mehr betteln. Findling trifft Grip, seinen Retter aus der Ragged-School, wieder. Dieser ist Seemann geworden und freut sich über die Begegnung mit den beiden Jungen. Er gibt ihnen den Rat nach Dublin weiter zu reisen. Dort können sie seiner Ansicht nach bessere Geschäfte als Hausierer machen als in Cork. Die beiden pfiffigen Jungen verkaufen unterwegs noch mehr Waren. In Dublin haben sie bereits so viel „Stammkapital“, dass sie sich von dem alten Kaufmann O’Brien ein Ladenlokal mieten können. Unter dem Namen Zum kleinen Geldbeutel – Little Boy & Co machen sie dort erfolgreiche Geschäfte. Damit hat sich das Blatt für Findling endgültig zum Positiven gewendet. Er kann weiter expandieren.
Er kann sich Kat als Haushälterin in das Geschäft holen und als er Sissy wieder trifft, kommt auch sie zu ihm. Findling kann seinen Freund Grip mit Sissy verheiraten. Durch einen klugen kaufmännischen Schachzug kann er zudem preiswert eine gesamte Schiffsladung erwerben, die ihm später den mehrfachen Erlös seines Einsatzes bringen soll. Bei der Überführung des Schiffes wäre er um ein Haar mit der gesamten Ladung untergegangen, als das Schiff schon von der Besatzung verlassen wird.
Findling kann die Farmerfamilie McCarthy ausfindig machen. Diese hat inzwischen erfolglos versucht nach Australien auszuwandern und ist mit ihrem letzten Geld nach Irland zurückgekommen. Findling schickt sie zu deren ehemaliger Farm zurück. Als Dank für die gute Zeit, die er als Kind bei ihnen verbracht hat, zahlt er ihnen für jeden Kieselstein, den er damals erhielt, ein Pfund. Damit kann sich die Familie jetzt eine eigene Farm kaufen. Für alle Hauptpersonen hat sich somit ihr Leben zum Positiven gewandelt.

## Vorbilder
Jules Verne ließ sich bei diesem Roman nicht nur von Charles Dickens, den er zeitlebens bewunderte, sondern auch von den Autoren Hector Malot und William Busnach inspirieren. Mit der Figur der Schauspielerin Anna Walston bezog er sich explizit auf die französische Schauspielerin Sarah Bernhardt.